# Killarney Heights, New South Wales
Killarney Heights este o suburbie în Sydney, Australia.